# アルフ・ナッケムソン
アルフ・ナッケムソン（Alf Nachemson MD, PhD、1931年6月1日 - 2006年12月4日）は、スウェーデン生まれの整形外科医師。Professor, Sahlgrenska University Hospital and Göteborg University。腰痛の原因解明と治療に多大な業績を残した。

## 業績
ナッケムソンは、腰痛の原因である腰部に負担のかかる動作と数値を示し、残された課題は腰部に負担のかかる動作をさせないよう知識を広め予防を働きかける整形外科医の行動であると示唆、腰痛を労災と認めず持病扱いする古い労災保険制度を温存する米国政府などに対して方針の転換を強く促した。これを受けて欧州ではスーパーなどのレジ作業なども椅子に座って行っている。ナッケムソンの研究と腰痛予防啓蒙活動は労働者の健康維持と雇用確保に大きく貢献している。

## 主な論文
- Lumbar intradiscal pressure: experimental studies on post-mortem material(1960年)
- The lumber Spine. An orthopaedic challenge (1976年)